# لو هد
لو هد (به انگلیسی: Low Head) یک حومه شهر در استرالیا است که در تاسمانی واقع شده‌است.